# Procés documental
El Procés Documental és el conjunt d'operacions als que són sotmesos els documents en una unitat d'informació, amb l'objectiu de fer arribar la informació que conté un document a l'usuari que ho necessiti.

## Fases
Col·lecta o entrada
Són les operacions que condueixen a la formació dels dipòsits documentals d'una biblioteca. Consta de tres passos:
- Selecció: selecciona els documents que van a formar part d'una biblioteca pel que és necessari que es coneguin els documents i els recursos econòmics i humans amb els quals pot explicar. La funció d'aquest pas és posar a la disposició dels usuaris aquells documents que els poden ser útils.

- Adquisició: adquirir els documents que s'han seleccionat. El més habitual és que aquesta adquisició es faci mitjançant compra. Es poden adquirir llibres també mitjançant bescanvi.

- Donacions: la donació de documents per part d'una persona o una biblioteca.

Tractament documental
És el resultat d'aplicar tècniques normalitzades a un conjunt documental amb la finalitat de fer-ho més controlable i utilitzable.
Aquesta fase consta de dos parts: 
-Ànalisi: Procés pel qual la informació és analitzada.
-Cerca: Procés pel qual la informació és sintetitzada i escollida.
El document té dues parts: el contingut del document i el suport que és la part extensa del document.
Difusió de la informació
Es defineix com l'operació que consisteix a fer arribar als usuaris la informació que respongui a les seves necessitats.